# Ichthyophis kodaguensis
La Ichthyophis rayada de Kodagu (Ichthyophis kodaguensis) es una especie de anfibio gimnofión de la familia Ichthyophiidae.
Se considera endémica de la India.
Sólo se conoce con certeza de Venkidds Valley Estate, 20 km al sur de Madikeri (12°25′15″N 75°44′23″E / 12.42083, 75.73972), en el distrito de Kodagu, situado en el sur de Karnataka y en los Ghats Occidentales. Se halló allí en zona de una altitud de 1.143 m s. n. m.
Se considera que puede ocupar un territorio más amplio, y se cuenta con un espécimen procedente de una localidad sin precisar situada también en los Ghats Occidentales, en el mismo estado de Karnataka o en el de Kerala. Según comunicación personal de Gower referida en el sitio de la Lista Roja de la UICN, en el sitio de AmphibiaWeb y en el sitio de la Enciclopedia de la vida, hay aún citas de Karnataka y del norte de Kerala sometidas a comprobación.
No hay información sobre el estado de su población, ya que varios de los siete especímenes de que se dispone se obtuvieron el mismo día mediante cava.
La localidad del tipo nomenclatural, espécimen que se obtuvo mediante cava junto a un arroyuelo, es una plantación mixta destinada al café y a la nuez de areca.
Se considera de esta cecilia que, como ocurre en los casos de otras especies del género Ichthyophis, es ovípara, hace la puesta en tierra y sus larvas son acuáticas.
De esta especie, no se conocen citas procedentes de áreas protegidas. Aunque está claro que puede sobrevivir en medio agrario, se requiere más información sobre su área de distribución y sobre sus requerimientos ecológicos para poder determinar su estado de conservación y las medidas que hayan de adoptarse para su protección.